# لارس هانسون
لارس هانسون (سوئدی: Lars Hanson؛ ۲۶ ژوئیهٔ ۱۸۸۶ – ۸ آوریل ۱۹۶۵) هنرپیشه اهل سوئد بود. وی بین سال‌های ۱۹۱۵ تا ۱۹۶۵ میلادی فعالیت می‌کرد.
از فیلم‌هایی که وی در آن نقش داشته است، می‌توان به داغ ننگ، جسم و شیطان و باد اشاره کرد.

## مرگ
لارس هانسون در سال 1965 پس از یک بیماری کوتاه در سن 78 سالگی در استکهلم سوئد درگذشت.